# Henry Gannett
Henry Gannett ( * Bath, Maine, 24 de agosto de 1846 - 5 de noviembre de 1914) fue un geógrafo estadounidense que es considerado como el "Padre de los Cuadrángulos", que es la base de los mapas topográficos en los Estados Unidos.

## Biografía
Gannett nació en Bath, Maine